# USS Iowa (BB-4)
El USS Iowa (BB- 4) fue un acorazado de la armada de los Estados Unidos. Fue el primer buque nombrado en honor al estado de Iowa. Fue un diseño único, sin ningún otro buque de su misma clase.  Su quilla, fue puesta en grada por William Cramp and Sons de Filadelfia, (Pensilvania) el 5 de agosto de 1893. Fue botado el 28 de marzo de 1896, amadrinado por la hija del gobernador de Iowa, y asignado el 16 de junio de 1897. Fue designado como acorazado costero, pero su alto francobordo en comparación con sus antecesores, lo convirtieron en el primer acorazado de facto de los Estados Unidos. 

## Historial

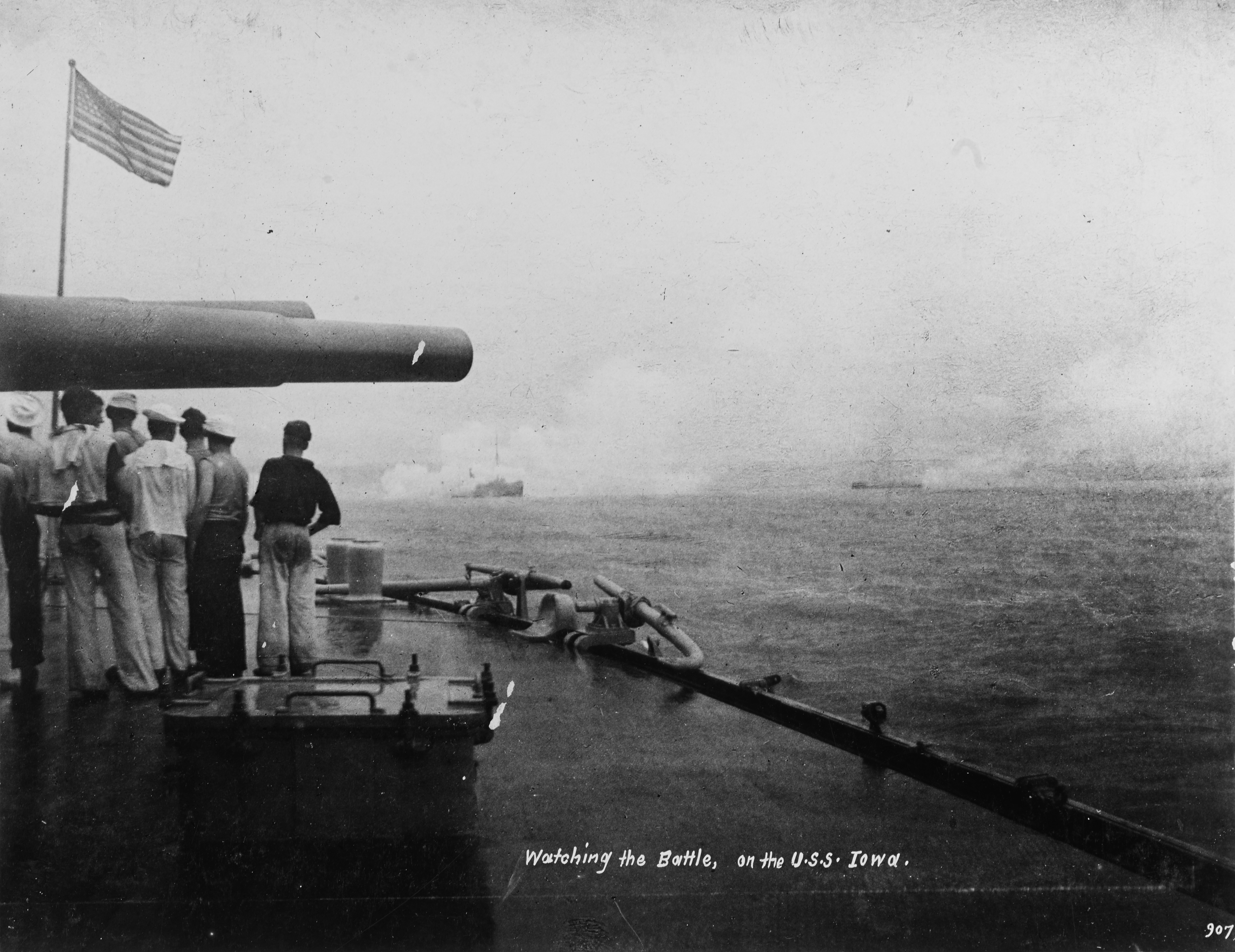
Los tripulantes del USS Iowa (BB-4) observan los disparos durante la Batalla de Santiago de Cuba.

Tras realizar sus pruebas de mar, el Iowa fue asignado a la costa atlántica y se le ordenó unirse al bloqueo de Santiago de Cuba el 28 de mayo de 1898. El 3 de julio, fue el primero en avistar a los buques españoles y el primero en disparar en la Batalla naval de Santiago de Cuba. En 20 minutos de combate con los cruceros Infanta María Teresa y Almirante Oquendo, la efectividad de sus disparos, había llevado a ambos buques a dirigirse a la playa, donde quedaron varados. El Iowa, continuo en la batalla, y junto con el yate convertido Gloucester, hundió al destructor Plutón y dejó gravemente dañado al Furor. Después, el Iowa giro su atención hacia el Vizcaya. Al finalizar la batalla, el Iowa recibió a bordo al Almirante Pascual Cervera y a los oficiales y tripulaciones supervivientes de los Vizcaya, Furor, y Plutón. 
Tras la Batalla naval de Santiago de Cuba, El Iowa dejó las aguas cubanas con destino a Nueva York, a donde llegó el 20 de agosto. El 12 de octubre, partió hacia el Océano Pacífico a través del Cabo de Hornos, y arribó a San Francisco (California), el 7 de febrero de 1899. El acorazado partió hacia Bremerton, donde entró en el dique seco el 11 de junio de 1899. Tras su actualización, el, Iowa sirvió en la escuadra del Pacífico durante dos años y medio, en los que realizó cruceros de entrenamiento, instrucción, y prácticas de tiro. El Iowa dejó el Pacífico a comienzos de febrero de 1902 para ser el buque insignia de la Escuadra del Atlántico. Fue dado de baja el 30 de junio de 1903.
El Iowa fue dado de alta de nuevo el 23 de diciembre de 1903 y se unió a la escuadra del Atlántico norte. El 25 de enero de 1905, varios miembros de su tripulación, recibieron la Medalla al Honor. Permaneció en esta escuadra hasta su puesta en reserva el 6 de julio de 1907. Fue dado de baja de nuevo el 23 de julio de 1908.
El Iowa fue dado de alta nuevamente el 2 de mayo de 1910, y sirvió como buque de entrenamiento y miembro de la flota de reserva del Atlántico. Durante los cuatro años siguientes realizó cruceros en el norte de Europa y participó en la Revista Naval de Filadelfia, del 10 de octubre al 15 de octubre de 1912. Fue dado de baja el 27 de mayo de 1914. Tras el inicio de la Primera Guerra Mundial, fue dado de alta de nuevo el 28 de abril de 1917 como buque de entrenamiento en Hampton Roads y dado de baja el 31 de marzo de 1919.
El 30 de abril de 1919, el Iowa fue renombrado como acorazado costero número 4 para dejar libre su nombre para un nuevo acorazado de la clase South Dakota, y fue el primer objetivo radio controlado en ser usado en un ejercicio de flota. Fue hundido el 23 de marzo de 1923, en la Bahía de Panamá por salvas de artillería de 355 mm. 
El Iowa fue dado de baja antes del desarrollo de la actual clasificación de buques, adoptada en 1921, por lo que nunca llegó a portar su identificación de BB-4 mientras estuvo en servicio, aunque con tal numeral, consta en las listas de buques de la Armada de los Estados Unidos.